# Kunskapsspridning
Kunskapsspridning är ett utbyte av idéer mellan individer. Kunskapsspridning ersätts vanligtvis av avslutningar av teknikspridning, FoU-spridning och/eller spillover (ekonomi) när konceptet är specifikt för teknikledning och innovationsekonomi. Inom kunskapshanteringsekonomi är kunskapsspillover icke-rivaliserande kunskapsmarknadskostnader som uppstår för att en part inte går med på att ta på sig kostnaderna, vilket har en spillover-effekt av att stimulera tekniska förbättringar hos en granne genom sin egen innovation. Sådana innovationer kommer ofta från specialisering inom en bransch.
Ett aktuellt, generellt exempel på kunskapsspridning kan vara den kollektiva tillväxten i samband med forskning och utveckling av sociala nätverk online som Facebook, YouTube och Twitter. Sådana verktyg har inte bara skapat en positiv feedback loop och en mängd ursprungligen oavsedda fördelar för sina användare, utan har också skapat en explosion av ny programvara, programmeringsplattformar och konceptuella genombrott som har vidmakthållit utvecklingen av branschen som helhet. Tillkomsten av online-marknadsplatser, användningen av användarprofiler, den utbredda demokratiseringen av information och sammankopplingen mellan verktyg inom branschen har alla varit produkter av varje verktygs individuella utveckling. Denna utveckling har sedan dess spridit sig utanför branschen till mainstreammedierna i takt med att nyhets- och underhållningsföretag har utvecklat sina egna applikationer för marknadsfeedback inom själva verktygen, och sina egna versioner av verktyg för online-nätverk (t.ex. CNN:s iReport).
Det finns två typer av kunskapsspridning: intern och extern. Intern kunskapsspridning sker om det finns en positiv inverkan av kunskap mellan individer inom en organisation som producerar varor och/eller tjänster. Extern kunskapsöverföring sker när den positiva effekten av kunskap sker mellan individer utanför en produktionsorganisation. Marshall-Arrow-Romer (MAR) spillovers, Porter spillovers och Jacobs spillovers är tre typer av spillovers.

## Konceptualiseringar

### Marshall–Arrow–Romer

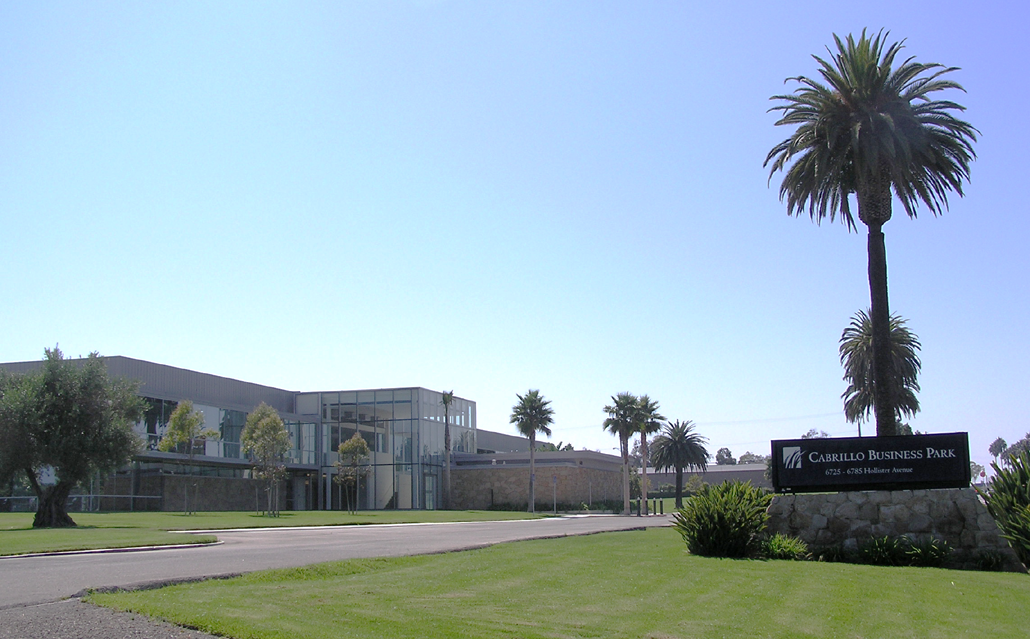
En företagspark i Santa Barbara County, Kalifornien som kan generera MAR-spridningseffekter

Marshall–Arrow–Romer (MAR) spillover har sitt ursprung i 1890, då den engelske ekonomen Alfred Marshall utvecklade en teori om kunskapsspillovers. Kunskapsspridningen utvidgades senare av ekonomerna Kenneth Arrow (1962) och Paul Romer (1986). År 1992 sammanställde Edward Glaeser, Hedi Kallal, José Scheinkman och Andrei Shleifer Marshall - Arrow - Romers syn på kunskapsspridning och gav följaktligen synen namnet MAR spillover.
Enligt Marshall-Arrow-Romer (MAR) spillover-perspektivet påverkar närheten mellan företag inom en gemensam bransch ofta hur väl kunskap sprids mellan företag för att underlätta innovation och tillväxt. Ju närmare företagen är varandra, desto större blir MAR-spridningseffekterna. Idéutbytet sker till stor del mellan anställda, genom att anställda från olika företag inom en bransch utbyter idéer om nya produkter och nya sätt att producera varor. Möjligheten att utbyta idéer som leder till innovationer som är avgörande för nya produkter och förbättrade produktionsmetoder.
Företagsparker är ett bra exempel på koncentrerade företag som kan dra nytta av MAR-spridningseffekter. Många halvledarföretag placerade avsiktligt sina forsknings- och utvecklingsanläggningar i Silicon Valley för att dra nytta av MAR-spridningseffekter. Dessutom är filmindustrin i Los Angeles, Kalifornien och på andra håll beroende av en geografisk koncentration av specialister (regissörer, producenter, manusförfattare och scenografer) för att sammanföra smala aspekter av filmskapande till en slutprodukt.
Forskning om Cambridge IT-klustret (Storbritannien) tyder dock på att spridning av teknisk kunskap kanske bara sker sällan och är mindre viktig än andra klusterfördelar, såsom arbetsmarknadspoolning.

### Porter
Porter (1990), liksom MAR, menar att kunskapsspridning i specialiserade, geografiskt koncentrerade branscher stimulerar tillväxt. Han insisterar dock på att lokal konkurrens, i motsats till lokalt monopol, främjar strävan efter och snabbt införande av innovation. Han ger exempel på italienska keramik- och guldsmyckensindustrier, där hundratals företag är belägna tillsammans och hårt konkurrerar om att förnya sig eftersom alternativet till innovation är undergång. Porters externaliteter maximeras i städer med geografiskt specialiserade, konkurrensutsatta industrier.

### Jacobs
Enligt Jacobs spillover-perspektiv påverkar närheten mellan företag från olika branscher hur väl kunskap sprids mellan företag för att underlätta innovation och tillväxt. Detta står i kontrast till MAR-spridningseffekter, som fokuserar på företag inom en gemensam bransch. Den mångsidiga närheten till en Jacobs-spridningseffekt sammanför idéer bland individer med olika perspektiv för att uppmuntra ett idéutbyte och främja innovation i en industriellt mångfaldig miljö.
Utvecklades 1969 av urbanisterna Jane Jacobs och John Jackson konceptet att Detroits varvsindustri från 1830-talet var den avgörande föregångaren till utvecklingen av bilindustrin i Detroit på 1890-talet, eftersom bensinmotorföretagen enkelt övergick från att bygga bensinmotorer för fartyg till att bygga dem för bilar.

## Inkommande och utgående spillovers
Kunskapsspridning har asymmetriska riktningar. Den centrala enheten tar emot eller förmedlar kunskap till andra, vilket skapar både inkommande och utgående spridningseffekter. Cassiman och Veugelers (2002) använder enkätdata och uppskattar inkommande och utgående spridningseffekter samt studerar de ekonomiska effekterna. Inkommande spillover ökar tillväxtmöjligheterna och produktivitetsförbättringarna för mottagarna, medan utgående spillover leder till snålskjutsproblem i den tekniska konkurrensen. Chen et al. (2013) använder en ekonometrisk metod för att mäta inkommande spridningseffekter, ett sätt som gäller för alla företag utan undersökning. De finner att inkommande spillover förklarar industriföretagens FoU-vinster.

## Politiska konsekvenser
Eftersom information till stor del är icke-rivaliserande till sin natur måste vissa åtgärder vidtas för att säkerställa att informationen förblir en privat tillgång för upphovsmannen. Eftersom marknaden inte kan göra detta effektivt har offentliga regleringar införts för att underlätta en mer lämplig jämvikt.
Som ett resultat har konceptet med immateriella rättigheter utvecklats och säkerställer entreprenörers möjlighet att tillfälligt behålla lönsamheten i sina idéer genom patent, upphovsrätt, affärshemligheter och andra statliga skyddsåtgärder. Omvänt hindrar sådana inträdeshinder konkurrerande företag inom en bransch från att utnyttja informationsutvecklingen. Till exempel indikerar Wang (2023) att teknologiska spridningseffekter minskar med 27 % till 51 % när lagar om affärshemligheter implementeras genom Uniform Trade Secrets Act i USA.
Å andra sidan, när ett privat företags forskning och utveckling resulterar i en samhällsfördel, som inte redovisas i marknadspriset, ofta större än den privata avkastningen på företagets forskning, kan en subvention för att kompensera för underproduktionen av den förmånen erbjudas företaget i utbyte mot dess fortsatta produktion av den förmånen. Statliga subventioner är ofta kontroversiella, och även om de ofta kan resultera i en mer lämplig social jämvikt, kan de också leda till oönskade politiska konsekvenser eftersom en sådan subvention måste komma från skattebetalarna, av vilka vissa kanske inte direkt drar nytta av forskningsföretagets subventionerade kunskapsöverföring. Begreppet kunskapsspridning används också för att rättfärdiga subventioner till utländska direktinvesteringar, eftersom utländska investerare hjälper till att sprida teknologi bland lokala företag.